# Geo Mantegazza
Geo Mantegazza (Lugano, 12 novembre 1928 – Lugano, 10 ottobre 2024) è stato un ingegnere, imprenditore e dirigente sportivo svizzero.

## Biografia
Figlio di Antonio, imprenditore, e di Angela Ribolzi, insegnante, nonché fratello di Sergio Mantegazza, nacque a Lugano nel 1928.  
Dopo gli studi al liceo si iscrisse nel 1948 al Politecnico federale di Zurigo dove conseguì la laurea in Ingegneria civile nel 1952. Nel 1954 fondò un proprio studio di ingegneria, il Mantegazza & Cattaneo, che ha assunto importanti incarichi nell'ambito dell'edilizia (sia pubblica sia privata) e che dal 1968 è specializzato nella tecnica di trattamento delle acque. Fu tra i più importanti imprenditori immobiliari del Ticino.
Fu presidente dell'Hockey Club Lugano dal 1978 al 1990: in quel periodo la squadra fu promossa in Lega Nazionale A nella stagione 1981-82 e vinse quattro titoli nazionali (stagioni 1985-86, 1986-87, 1987-88 e 1989-90). 
Nel dicembre 1995 fu vittima di un sequestro lampo avvenuto fra la Svizzera e il Liechtenstein.
Mantegazza è morto nell'ottobre 2024. Pochi mesi prima era deceduto il fratello Sergio.

## Vita privata
Nel 1989 sposò Liliana Maria Lucia Ackermann, figlia del direttore dell'ufficio del turismo delle FFS a Lugano.

## Statistiche
Statistiche aggiornate a luglio 2013.

### Dirigente
| Stagione  | Squadra | Lega | Ruolo      | Note |
| --------- | ------- | ---- | ---------- | ---- |
| 1978-1979 | Lugano  | NLB  | Presidente |      |
| 1979-1980 | Lugano  | NLB  | Presidente |      |
| 1980-1981 | Lugano  | NLB  | Presidente |      |
| 1981-1982 | Lugano  | NLB  | Presidente |      |
| 1982-1983 | Lugano  | NLA  | Presidente |      |
| 1983-1984 | Lugano  | NLA  | Presidente |      |
| 1984-1985 | Lugano  | NLA  | Presidente |      |
| 1985-1986 | Lugano  | NLA  | Presidente |      |
| 1986-1987 | Lugano  | NLA  | Presidente |      |
| 1987-1988 | Lugano  | NLA  | Presidente |      |
| 1988-1989 | Lugano  | NLA  | Presidente |      |
| 1989-1990 | Lugano  | NLA  | Presidente |      |
| 1990-1991 | Lugano  | NLA  | President  |      |